# Noshiro
Noshiro (能代市, Noshiro-shi) est une ville située dans la préfecture d'Akita, au Japon.

## Géographie

### Situation
Noshiro est située dans le nord-ouest de la préfecture d'Akita, au bord de la mer du Japon.

### Démographie
En mai 2022, la population de Noshiro s'élevait à 49 895 habitants, répartis sur une superficie de 426,95 km2.

### Hydrographie
La ville est située à l'embouchure du fleuve Yoneshiro.

### Climat
Noshiro a un climat subtropical humide avec de grandes différences de température saisonnières, avec des étés chauds et souvent humides, et des hivers froids (parfois très froids). Les précipitations importantes tout au long de l'année, mais plus importantes d'août à octobre. La température moyenne annuelle à Noshiro est de 11,5 °C. La pluviométrie annuelle moyenne est de 1 494,4 mm, juillet étant le mois le plus humide. Les températures sont les plus élevées en moyenne en août, à environ 24,3 °C, et les plus basses en janvier, à environ 0,2 °C.

## Histoire
La ville de Noshiro a été créée de la fusion du bourg de Noshirominato et des villages de Shinonome et Sakaki le 1er octobre 1940.

## Transports
La ville est desservie par les lignes Ōu et Gonō de la JR East. La gare de Higashi-Noshiro est la principale gare de la ville.
Noshiro possède un port.

## Jumelage
Noshiro est jumelée avec Wrangell aux États-Unis.

## Personnalité liée à la municipalité
Takashi Ono, gymnaste, quintuple champion olympique, est né à Noshiro en 1931.
Chizuko Takahashi, femme politique japonaise.